# 地獄怪客 (電影)
是2004年的美國超自然超級英雄電影，改編自麥克·米格諾拉創作的黑馬漫畫出版商奇幻漫畫《地獄怪客》。由墨西哥籍導演吉勒摩·戴托羅執導，朗·帕爾曼、道格·瓊斯、莎瑪·布萊兒等人演出。電影於2004年4月2日上映。續集《天魔特攻之鬼魅兵團》於2008年7月11日上映。

## 劇情
1944年，在俄羅斯魔法師黑暗大主教的幫助下，德國納粹在蘇格蘭海岸附近建立了一道傳送門，打算釋放被囚禁在太空的混沌魔神「奧札桀哈」來打敗盟軍。黑暗大主教在門徒伊爾莎（Ilsa）及遒力會成員兼阿道夫·希特勒手下的頂尖刺客克焰人的協助之下開啟了傳送門。一支由神學家崔佛·布魯頓霍姆教授執導的盟軍軍隊奉命前來摧毀傳送門。在黑暗大主教開啟傳送門時，盟軍進攻，德軍潰敗，黑暗大主教被吸進傳送門，傳送門旋即關閉，而伊爾莎與克焰人則趁亂逃走。盟軍們發現，一隻右手奇大無比的惡魔嬰兒透過傳送門傳送了出來，布魯頓霍姆收養並將他取名為「地獄怪客」。
60年後，聯邦調查局（FBI）探員約翰·邁爾斯（John Myers）被布魯頓霍姆調職到超自然調查防禦署（B.P.R.D.），他在那裡遇見了成年的地獄怪客和擁有心靈感應能力的魚人亞伯。邁爾斯發現，第三位B.P.R.D.探員麗茲·雪曼最近待在精神病院接受檢查，以避免他人遭到她的超能力——渾身散發出火——傷害。儘管地獄怪客千方百計想請雪曼回歸，但她無動於衷。與此同時，伊爾莎與克焰人在摩爾多瓦山區讓黑暗大主教復活，接著釋放了被稱作「薩麥爾」的魔鬼。黑暗大主教賦予薩麥爾產卵繁殖的能力，且每當一個薩麥爾死去就會分裂出兩個薩麥爾。黑暗大主教潛入雪曼所在的精神病院，趁她在睡覺時激發她的超能力，幾乎焚毀了整間精神病院。事後，邁爾斯說服雪曼回到B.P.R.D.。
薩麥爾到城市裡大鬧，地獄怪客反覆殺死牠，但數十隻薩麥爾因此來到了世上。地獄怪客、魚人亞伯和幾名FBI探員前往下水道摧毀薩麥爾產的卵。魚人亞伯在水中尋找卵時遭到薩麥爾襲擊身受重傷，而FBI探員們則遭克焰人殺害。在殺害FBI探員後，身體由機械零件運作的克焰人關閉了自己身上的機械裝置，倒地裝死。克焰人被送至B.P.R.D.總部。FBI局長湯姆·曼寧對地獄怪客的魯莽行徑大發雷霆。邁爾斯帶雪曼出去喝咖啡並談心，醋意大發的地獄怪客偷偷跟蹤兩人，總部無人看守。克焰人開啟身上的裝置，再度動了起來。黑暗大主教進入布魯頓霍姆的辦公室，和布魯頓霍姆聊天。黑暗大主教給布魯頓霍姆看了一段未來的影像，告訴布魯頓霍姆地獄怪客的使命是要毀滅世界。克焰人用刀貫穿布魯頓霍姆的喉嚨，殺死了他。
布魯頓霍姆死後，曼寧接管B.P.R.D.，率領地獄怪客、邁爾斯、雪曼和幾位FBI探員前往俄羅斯莫斯科郊外的一處墓園尋找黑暗大主教的陵墓。眾人進入陵墓，但隨即被拆散。地獄怪客與曼寧發現克焰人的基地，雙方展開打鬥，最後地獄怪客成功殺死克焰人。隨後，地獄怪客其他人在薩麥爾的巢穴會合，並陷入了一番苦鬥。雪曼用火燒死薩麥爾並燒光了所有的卵。然而，伊爾莎和黑暗大主教俘虜了地獄怪客、邁爾斯與雪曼。黑暗大主教取走了雪曼的靈魂，要地獄怪客釋放奧札桀哈來換回她的靈魂。地獄怪客以翁昂拉瑪（Anung un Rama）的身分喚醒奧札桀哈，地獄怪客的頭上也因此長出了惡魔的長角。邁爾斯掙脫了束縛，制伏了伊爾莎，並告訴地獄怪客不一定要去遵從使命。地獄怪客想起了布魯頓霍姆，便一把折斷了角，重新封印了奧札桀哈，並用斷角刺黑暗大主教。
然而，奧札桀哈從垂死的黑暗大主教體內鑽出，長滿觸手且體型極為龐大，殺害了黑暗大主教和伊爾莎。地獄怪客讓奧札桀哈將自己吃下肚，然後在奧札桀哈體內引爆炸彈，將之炸死。地獄怪客在失去靈魂的雪曼耳邊悄聲講話，雪曼隨即復活。雪曼問地獄怪客她是怎麼活過來的，地獄怪客說「我說『另一邊的傢伙，讓她走，否則我就要衝過去，把你痛扁一頓』」。兩人隨即相吻。在片尾彩蛋片段中，曼寧被眾人忘在克焰人的基地。

## 演員
| 演員                           | 角色                                                   |
| ------------------------------ | ------------------------------------------------------ |
| 朗·帕爾曼 Ron Perlman          | 地獄怪客 Hell Boy                                      |
| 約翰·赫特 John Hurt            | 崔佛·布魯頓霍姆教授 Trevor Bruttenholm                 |
| 莎瑪·布萊兒 Selma Blair        | 麗茲·雪曼 Liz Sherman                                  |
| 道格·瓊斯 Doug Jones           | 魚人亞伯 Abraham Abe Sapien                            |
| 魯伯特·伊凡斯 Rupert Evans     | 約翰·邁爾斯 John Myers                                 |
| 柯瑞·強森 Corey Johnson        | 克萊探員 Agent Clay                                    |
| 卡瑞爾·羅登 Karel Roden        | 黑暗大主教拉斯普丁 Grigori Efimovich Rasputin          |
| 傑夫·泰爾 Jeffrey Tambor       | 湯姆·曼寧 Tom Manning                                  |
| 拉吉斯拉夫·伯蘭 Ladislav Beran | 卡爾·魯普雷希特·克魯南（克焰人） Karl Ruprecht Kroenen |
| 碧蒂·哈德森 Biddy Hodson       | 伊爾莎 Ilsa                                            |

## 製作
該片的拍攝作業耗時116天。

## 續集
2004年五月《地獄怪客》上映後的下個月，Revolution影業宣稱導演吉勒摩·戴托羅將回再次執導電影續集，同樣由演員朗·帕爾曼領銜主演。2006年隨著期待首部續集上映時，導演表意電影將以三部曲的模式呈現。不過 Revolution影業宣佈退出此拍攝計畫，至八月由環球影業願意接手出資拍攝續集，而上映日期延至2008年夏天檔期。電影製作於2007年四月在英國倫敦和匈牙利布達佩斯進行取景。吉勒摩·戴托羅導演2006年上映的《羊男的迷宮》，電影贏得奧斯卡多項大獎，使導演更具影響力來製作續集，電影計畫2007年六月在布達佩斯拍攝至十二月止，為首部美國製作電影於匈牙利當地片廠拍攝，呈現更多新的當地建物景色。

## 外部連結
- 互联网电影数据库（IMDb）上《地獄怪客》的资料（英文）
- AllMovie上《地獄怪客》的资料（英文）
- Box Office Mojo上《地獄怪客》的資料（英文）
- 爛番茄上《地獄怪客》的資料（英文）
- Metacritic上《地獄怪客》的資料（英文）
- Yahoo奇摩電影上《地獄怪客》的資料（繁體中文）
- 開眼電影網上《地獄怪客》的資料（繁體中文）
- 时光网上《地獄怪客》的資料（简体中文）
- 豆瓣电影上《地獄怪客》的資料 （简体中文）